# يوشياكي تاكاجي
يوشياكي تاكاجي (باليابانية: 高木 善朗) (9 ديسمبر 1992 في يوكوهاما في اليابان – )؛ هو لاعب كرة قدم ياباني سابق كان يلعب كلاعب وسط.

## وصلات خارجية
- يوشياكي تاكاجي على موقع الاتحاد الدولي (مؤرشف)  (الإنجليزية)
- يوشياكي تاكاجي على موقع رابطة كرة القدم اليابانية للمحترفين (اليابانية)
- يوشياكي تاكاجي على موقع قاعدة بيانات كرة القدم.إي يو (الإنجليزية)
- يوشياكي تاكاجي على موقع Soccerway.com (الإنجليزية)
- يوشياكي تاكاجي على موقع عالم كرة القدم.نت (الإنجليزية)
- يوشياكي تاكاجي على موقع كووورة